# Elpida Memory
Elpida Memory, Inc. (エルピーダメモリ 株式会社, Erupīda Memori Kabushiki gaisha) é uma empresa que desenvolve, projeta, fabrica e vende memória de acesso aleatório dinâmico (DRAM), sendo também uma empresa de semicondutores. Com sede em Yaesu, Chuo, Tokyo no Japão, foi formado sob o nome de Hitachi NEC em 1999 pela fusão da Hitachi, Ltd. e empresas da NEC DRAM. No ano seguinte, levou o seu nome atual, e em 2003 assumiu o negócio da DRAM Mitsubishi. Em 2004, listou suas ações na primeira seção da Bolsa de valores de Tóquio.
Em 3 de abril de 2010, a Elpida Memory vendeu cerca de ¥ 18.5 bilhões de ações a Kingston Technology1. Atualmente Ernst & Young são os auditores da Elpida.
Em julho de 2012 a empresa americana Micron Technology anunciou a compra de 100% das ações da Elpida por 2,5 bilhões de dólares, a aquisição foi concluída em julho de 2013.